# Leichtathletik-Europameisterschaften 1990/200 m der Männer

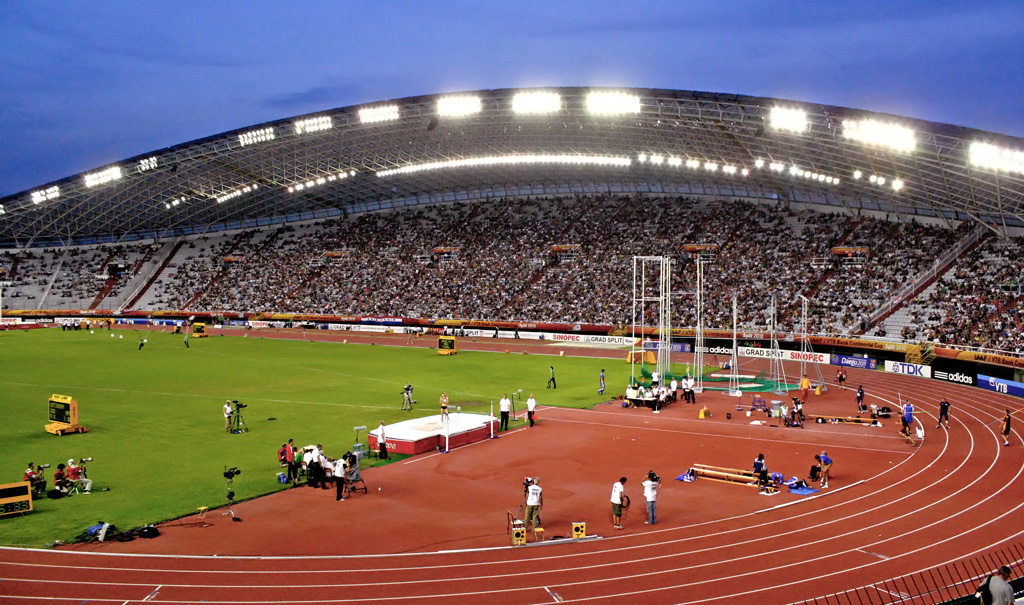
Das Stadion Poljud von Split im Jahr 2010

Der 200-Meter-Lauf der Männer bei den Leichtathletik-Europameisterschaften 1990 wurde am 29. und 30. August 1990 im Stadion Poljud in Split ausgetragen.
In diesem Wettbewerb gingen mit Gold und Bronze zwei Medaillen an die britischen Sprinter. Europameister wurde der WM-Dritte von 1987 John Regis. Der Franzose Jean-Charles Trouabal errang die Silbermedaille. Bronze ging an den 100-Meter-WM-Dritten von 1987 Linford Christie, der zwei Tage zuvor seinen zweiten EM-Titel über 100 Meter errungen hatte und der 1988 trotz eines positiven Pseudoephedrin-Befundes Olympiasilber im 100-Meter-Lauf erhalten hatte.

## Rekorde

### Bestehende Rekorde
| Weltrekord           | 19,72 s | Pietro Mennea | Mexiko-Stadt, Mexiko      | 12. September 1979 |
| Europarekord         | 19,72 s | Pietro Mennea | Mexiko-Stadt, Mexiko      | 12. September 1979 |
| Meisterschaftsrekord | 20,16 s | Pietro Mennea | EM Prag, Tschechoslowakei | 1. September 1978  |

### Rekordegalisierung und -verbesserung
Der britische Europameister John Regis egalisierte bzw. verbesserte den bestehenden EM-Rekord im Halbfinale und Finale:
- 20,16 s (Egalisierung) – erstes Halbfinale am 30. August bei einem Rückenwind von 0,5 m/s
- 20,11 s (Verbesserung) – Finale am 30. August bei Windstille

## Legende
Kurze Übersicht zur Bedeutung der Symbolik – so üblicherweise auch in sonstigen Veröffentlichungen verwendet:
| CR | Championshiprekord |
| e  | egalisiert         |

## Vorrunde
29. August 1990, 17:35 Uhr
Die Vorrunde wurde in drei Läufen durchgeführt. Die ersten vier Athleten pro Lauf – hellblau unterlegt – sowie die darüber hinaus vier zeitschnellsten Läufer – hellgrün unterlegt – qualifizierten sich für das Halbfinale.

### Vorlauf 1
Wind: +1,1 m/s
| Platz | Name              | Nation         | Zeit (s) |
| ----- | ----------------- | -------------- | -------- |
| 1     | John Regis        | Großbritannien | 20,67    |
| 2     | Gilles Quenéhervé | Frankreich     | 20,87    |
| 3     | Stefano Tilli     | Italien        | 20,92    |
| 4     | Lars Pedersen     | Dänemark       | 21,02    |
| 5     | Enrique Talavera  | Spanien        | 21,15    |
| 6     | Pedro Agostinho   | Portugal       | 21,16    |
| 7     | Barış Özatman     | Türkei         | 21,47    |

### Vorlauf 2
Wind: +3,4 m/s
| Platz | Name                  | Nation         | Zeit (s) |
| ----- | --------------------- | -------------- | -------- |
| 1     | Jean-Charles Trouabal | Frankreich     | 20,45    |
| 2     | Oleg Fatun            | Sowjetunion    | 20,56    |
| 3     | Nikolaj Antonow       | Bulgarien      | 20,64    |
| 4     | Patrick Stevens       | Belgien        | 20,76    |
| 5     | Marcus Adam           | Großbritannien | 20,79    |
| 6     | Luís Barroso          | Portugal       | 20,89    |
| 7     | Aham Okeke            | Norwegen       | 21,14    |

### Vorlauf 3
Wind: +2,4 m/s
| Platz | Name                 | Nation         | Zeit (s) |
| ----- | -------------------- | -------------- | -------- |
| 1     | Sandro Floris        | Italien        | 20,47    |
| 2     | Alain Reimann        | Schweiz        | 20,81    |
| 3     | Linford Christie     | Großbritannien | 20,85    |
| 4     | Peter Klein          | BR Deutschland | 20,87    |
| 5     | Anninos Markoullidis | Zypern         | 21,41    |
| 6     | Bruno Marie-Rose     | Frankreich     | 21,46    |

## Halbfinale
30. August 1990, 17:35 Uhr
In den beiden Halbfinalläufen qualifizierten sich die jeweils ersten vier Athleten – hellblau unterlegt für das Finale.

### Lauf 1
Wind: +0,5 m/s
| Platz | Name                  | Nation         | Zeit (s)  |
| ----- | --------------------- | -------------- | --------- |
| 1     | John Regis            | Großbritannien | 20,16 CRe |
| 2     | Jean-Charles Trouabal | Frankreich     | 20,54     |
| 3     | Nikolaj Antonow       | Bulgarien      | 20,67     |
| 4     | Stefano Tilli         | Italien        | 20,75     |
| 5     | Marcus Adam           | Großbritannien | 20,83     |
| 6     | Alain Reimann         | Schweiz        | 21,07     |
| 7     | Lars Pedersen         | Dänemark       | 21,21     |
| 8     | Enrique Talavera      | Spanien        | 21,31     |

### Lauf 2
Wind: ±0,0 m/s
| Platz | Name              | Nation         | Zeit (s) |
| ----- | ----------------- | -------------- | -------- |
| 1     | Linford Christie  | Großbritannien | 20,56    |
| 2     | Sandro Floris     | Italien        | 20,52    |
| 3     | Oleg Fatun        | Sowjetunion    | 20,86    |
| 4     | Patrick Stevens   | Belgien        | 20,95    |
| 5     | Gilles Quenéhervé | Frankreich     | 21,00    |
| 6     | Peter Klein       | BR Deutschland | 21,01    |
| 7     | Luís Barroso      | Portugal       | 21,25    |
| 8     | Aham Okeke        | Norwegen       | 21,37    |

## Finale

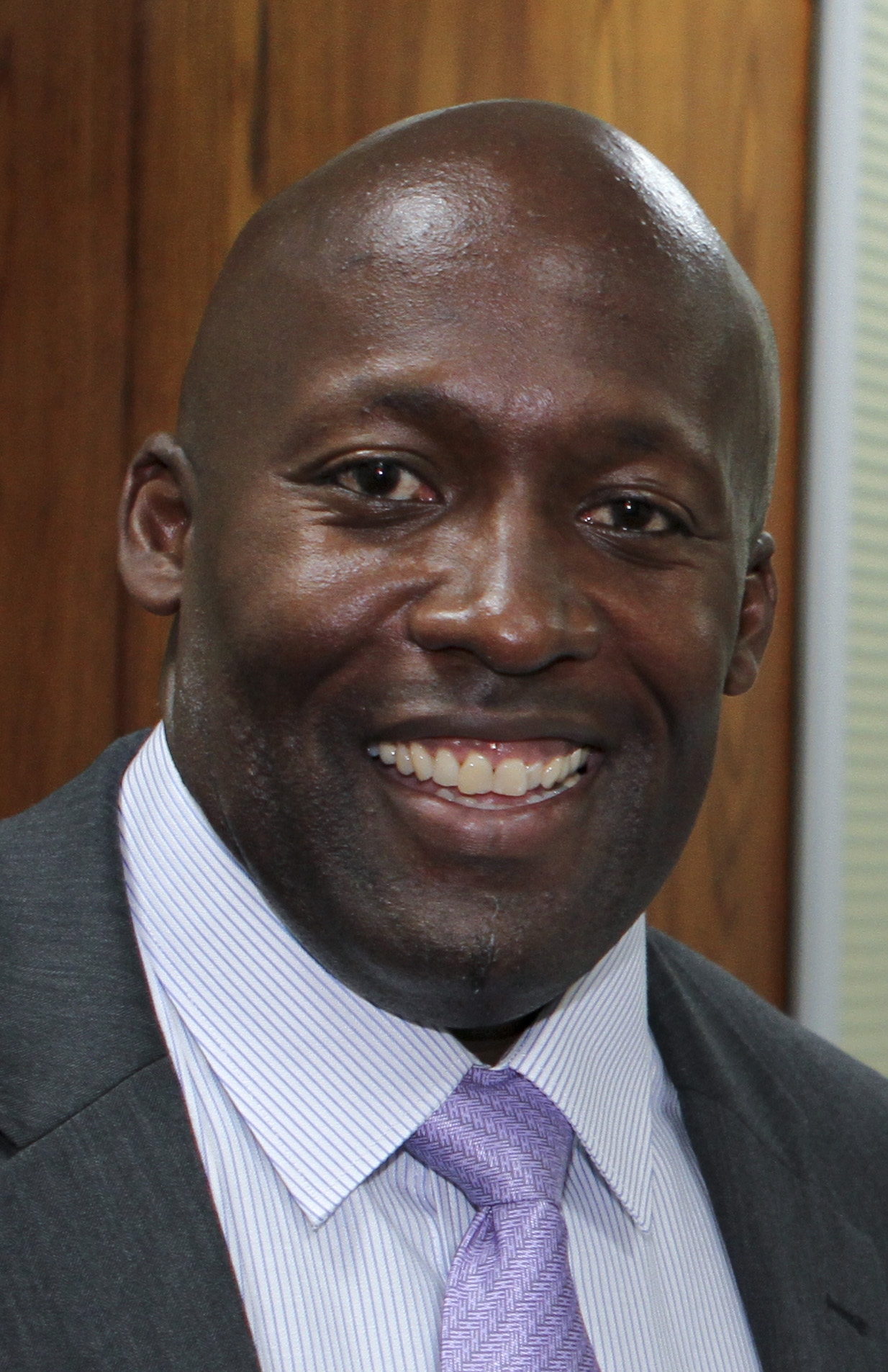
Europameister John Regis, WM-Dritter von 1987
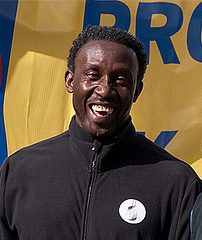
Der Bronzemedaillengewinner Linford Christie, zwei Tage zuvor bereits zum zweiten Mal Sieger über 100 Meter, hatte als WM-Dritter von 1987 und Olympiazweiter von 1988 seine größten Erfolge.

30. August 1990
Wind: ±0,0 m/s
| Platz | Name                  | Nation         | Zeit (s) |
| ----- | --------------------- | -------------- | -------- |
| 1     | John Regis            | Großbritannien | 20,11 CR |
| 2     | Jean-Charles Trouabal | Frankreich     | 20,31    |
| 3     | Linford Christie      | Großbritannien | 20,33    |
| 4     | Stefano Tilli         | Italien        | 20,66    |
| 5     | Nikolaj Antonow       | Bulgarien      | 20,68    |
| 6     | Oleg Fatun            | Sowjetunion    | 20,77    |
| 7     | Patrick Stevens       | Belgien        | 20,80    |
| 8     | Sandro Floris         | Italien        | 20,84    |

## Videolinks
- 1990 European Athletics Championships Men's 200m final, www.youtube.com, abgerufen am 21. Dezember 2022
- Men's 200m Final European Championship in Split 1990, www.youtube.com, abgerufen am 21. Dezember 2022